# Éliane Saholinirina
Marie Éliane Saholinirina (Betsihaka, 20 marzo 1982) è un'ex mezzofondista e siepista malgascia.

## Biografia
Saholinirina ha esordito internazionalmente nel 2001 vincendo una medaglia di bronzo nei 1500 metri piani ai Campionati africani juniores di Moka. Nel corso della sua carriera, oltre alle competizioni continentali africane ed i successi ai Giochi delle isole dell'Oceano Indiano, ha potuto partecipare a numerose edizioni dei Mondiali, gareggiando principalmente nei 1500 metri, e a tre edizioni consecutive dei Giochi olimpici da Pechino 2008 a Rio de Janeiro 2016 (occasione in cui ha sfilato come portabandiera della delegazione nel corso della cerimonia d'apertura della manifestazione), in cui ha corso nei 3000 metri siepi.
Saholinirina è detentrice nazionale dei record outdoor e indoor del mezzofondo (1500 e 3000 metri piani).

## Palmarès
| Anno | Manifestazione                         | Sede           | Evento       | Risultato | Prestazione | Note                                     |
| ---- | -------------------------------------- | -------------- | ------------ | --------- | ----------- | ---------------------------------------- |
| 2001 | Campionati africani U20                | Moka           | 800 m piani  | Batteria  | 2'09"86     |                                          |
| 2001 | Campionati africani U20                | Moka           | 1500 m piani | Bronzo    | 4'24"76     |                                          |
| 2003 | Giochi delle isole dell'Oceano Indiano | Moka           | 800 m piani  | Oro       | 2'10"93     |                                          |
| 2003 | Giochi delle isole dell'Oceano Indiano | Moka           | 1500 m piani | Oro       | 4'30"20     |                                          |
| 2006 | Campionati africani                    | Bambous        | 800 m piani  | Batteria  | 2'10"39     |                                          |
| 2007 | Giochi delle isole dell'Oceano Indiano | Antananarivo   | 1500 m piani | Oro       | 4'29"04     |                                          |
| 2007 | Giochi panafricani                     | Algeri         | 800 m piani  | Batteria  | 2'08"03     |                                          |
| 2007 | Mondiali                               | Osaka          | 800 m piani  | Batteria  | 2'06"57     | Miglior prestazione personale            |
| 2009 | Mondiali                               | Berlino        | 1500 m piani | Batteria  | 4'16"63     |                                          |
| 2010 | Mondiali indoor                        | Doha           | 1500 m piani | Batteria  | dnf         |                                          |
| 2010 | Campionati africani                    | Nairobi        | 110 m hs     | 11ª       | 4'25"60     |                                          |
| 2010 | Campionati africani                    | Nairobi        | 3000 m siepi | 7ª        | 10'33"56    |                                          |
| 2011 | Giochi delle isole dell'Oceano Indiano | Victoria       | 1500 m piani | Oro       | 4'30"20     |                                          |
| 2012 | Campionati africani                    | Porto-Novo     | 3000 m siepi | 5ª        | 9'56"70     |                                          |
| 2012 | Giochi olimpici                        | Londra         | 3000 m siepi | Batteria  | 4'19"46     |                                          |
| 2013 | Mondiali                               | Mosca          | 1500 m piani | Batteria  | 4'18"04     | Miglior prestazione personale stagionale |
| 2013 | Giochi della Francofonia               | Nizza          | 3000 m siepi | 5ª        | 10'15"64    |                                          |
| 2014 | Mondiali indoor                        | Sopot          | 1500 m piani | Batteria  | 4'19"64     |                                          |
| 2014 | Campionati africani                    | Marrakech      | 3000 m siepi | 8ª        | 10'09"25    |                                          |
| 2015 | Giochi delle isole dell'Oceano Indiano | Moka           | 800 m piani  | Bronzo    | 2'08"01     |                                          |
| 2015 | Giochi delle isole dell'Oceano Indiano | Moka           | 1500 m piani | Oro       | 4'27"17     |                                          |
| 2015 | Mondiali                               | Pechino        | 1500 m piani | Batteria  | 4'19"54     |                                          |
| 2016 | Campionati africani                    | Durban         | 3000 m siepi | 4ª        | 9'44"50     |                                          |
| 2016 | Giochi olimpici                        | Rio de Janeiro | 3000 m siepi | Batteria  | 9'45"92     |                                          |
| 2017 | Mondiali                               | Londra         | 1500 m piani | Batteria  | 4'23"56     |                                          |
| 2018 | Mondiali indoor                        | Birmingham     | 1500 m piani | dnf       | dnf         |                                          |